# Конёвка (Хотынецкий район)
Конёвка — деревня в Хотынецком районе Орловской области России. Входит в состав Меловского сельского поселения.

## География
Деревня находится в северо-западной части Орловской области, в лесостепной зоне, в пределах центральной части Среднерусской возвышенности, на берегах одного из левых притоков реки Лубны, на расстоянии примерно 6 километров (по прямой) к югу от посёлка городского типа Хотынец, административного центра района. Абсолютная высота — 199 метров над уровнем моря.

### Климат
Климат умеренно континентальный, умеренно влажный, с холодной продолжительной зимой и тёплым летом. Среднегодовая температура воздуха — 4,6 °C. Средняя многолетняя температура самого холодного месяца (января) составляет −9,2 °С (абсолютный минимум — −44 °C), средняя температура самого тёплого (июля) — 18,8 °С (абсолютный максимум — 39 °С). Безморозный период длится около 145—150 дней. Длительность периода активной вегетации варьируется в пределах от 137 до 150 дней. Среднегодовое количество атмосферных осадков составляет 526 мм, из которых большая часть выпадает в тёплый период. Снежный покров держится в течение 126 дней.

### Часовой пояс
Деревня Конёвка, как и вся Орловская область, находится в часовой зоне МСК (московское время). Смещение применяемого времени относительно UTC составляет +3:00.

## Население
| 2010 |
| ---- |
| 7    |

### Половой состав
По данным Всероссийской переписи населения 2010 года в гендерной структуре населения мужчины составляли 57,1 %, женщины — соответственно 42,9 %.

### Национальный состав
Согласно результатам переписи 2002 года, в национальной структуре населения русские составляли 100 % из 21 чел.